# A級小倉劇場
A級小倉劇場（エーきゅうこくらげきじょう）は、福岡県北九州市小倉北区の小倉駅南口にあるストリップ劇場。九州に現存する唯一のストリップ劇場である。

## 歴史
1982年（昭和57年）3月に開業した。
新型コロナウイルス感染症の世界的流行の影響や経営者の体調不良などを理由に、2021年（令和3年）5月をもって閉館することが決まったが、一転して経営者の知人が経営を引き継ぐこととなり、引き続き営業することになった。

## 特色
収容人員は約60席。開場は11時30分、開演は13時、終了は23時50分。一日あたり4回公演があるが、入れ替え制を採用していない。食事などでの途中外出が可能である。
小倉駅の南口から徒歩2分のところにあり、交通の便がいい。周囲は歓楽街であり、成人映画館の小倉名画座、パチンコ屋、吞み屋などがある。昭和の雰囲気を色濃く残していることで有名である。5人香盤で、全国を回るストリッパーが出演する。 北九州市外からの観客も多い。